# Amandinea lecideina
Amandinea lecideina är en lavart som först beskrevs av Helmut Mayrhofer & Poelt, och fick sitt nu gällande namn av Scheid. & H. Mayrhofer. Amandinea lecideina ingår i släktet Amandinea och familjen Physciaceae.  Arten är reproducerande i Sverige. Inga underarter finns listade i Catalogue of Life.